# Elecciones estatales de Hamburgo de diciembre de 1982
El 19 de diciembre de 1982 tuvo lugar la elección de la 11.ª legislatura del Parlamento de Hamburgo. La participación fue del 84,0%.

## Antecedentes
En la elección estatal del 6 de junio, el gobierno en mayoría del SPD bajo el Primer Alcalde Klaus von Dohnanyi había perdido su mayoría absoluta. El FDP había quedado fuera del parlamento con el 4,9 por ciento de los votos, mientras que la Lista Alternativa Verde (GAL), nombre utilizado por Alianza 90/Los Verdes en Hamburgo, había logrado entrar en el parlamento por primera vez. La CDU fue la segunda fuerza.
El SPD había rechazado una coalición con el GAL.
Del mismo modo, el SPD no estaba preparado para entrar como socio menor de la CDU en una gran coalición, por lo que no pudo ponerse de acuerdo para formar un gobierno.
Como resultado, el Parlamento decidió disolverse y convocar a nuevas elecciones.

## Desarrollo
La CDU postuló nuevamente a Walther Leisler Kiep como su principal candidato y el SPD postuló de nuevo con Klaus von Dohnanyi.
La campaña electoral se vio influenciada por la presencia de los acontecimientos políticos a nivel federal: El 1 de octubre el canciller Helmut Schmidt fue reemplazado como canciller por Helmut Kohl tras un voto de censura impuesto por la CDU/CSU y el FDP.
Este cambio de gobierno llevó a una ola de solidaridad con el SPD en Hamburgo. El SPD obtuvo nuevamente la mayoría absoluta y pudo de nuevo gobernar en solitario.
En contraste, la CDU y el GAL sufrieron pérdidas. El FDP también perdió votos: y se quedó con un 2,6 por ciento de los votos fuera del parlamento.

## Resultados
Los resultados fueron:
| Partido | Partido | Votos     | %       | Escaños |
| ------- | ------- | --------- | ------- | ------- |
|         | SPD     | 530.117   | 51,3 %  | 64      |
|         | CDU     | 398.518   | 38,6 %  | 48      |
|         | GAL     | 70.501    | 6,8 %   | 8       |
|         | FDP     | 26.485    | 2,6 %   |         |
|         | DKP     | 3.885     | 0,4 %   |         |
|         | HLA     | 2.804     | 0,3 %   |         |
|         | FSU     | 335       | <0,1 %  |         |
|         | EAP     | 168       | <0,1 %  |         |
| Total   | Total   | 1.032.813 | 100,0 % | 120     |